# Доброплёсовский (Верхнедвинский район)
Доброплёсовский (бел. Дабраплёсаўскі) — упразднённый хутор в Верхнедвинском районе Витебской области Республики Беларусь. В составе Освейского сельсовета.

## География
Рядом расположена деревня Доброплёсы, вблизи озеро Белое (Озеро Белое-Доброплесы).

## История
До 1 июля 2021 года хутор входил в состав Клястицкого сельсовета Россонского района Витебской области.
Указом Президента Республики Беларусь от 5 апреля 2021 года № 136 "Об административно-территориальном устройстве Витебской, Гомельской и Могилёвской областей" с 1 июня 2021 года хутор Доброплёсовский включён в состав Освейского сельсовета Верхнедвинского района Витебской области.
19 января 2024 года хутор Доброплёсовский упразднён.

## Население

### Численность
- 2019 год — 0 жителей

### Динамика
- 2004 год — 1 жителей
- 2019 год — 0 жителей (перепись населения)

## Достопримечательность
- Республиканский ландшафтный заказник «Красный Бор»
- Туристический комплекс «Красный Бор»